# Sybra brevelineata
Sybra brevelineata är en skalbaggsart som först beskrevs av Maurice Pic 1926.  Sybra brevelineata ingår i släktet Sybra och familjen långhorningar. Inga underarter finns listade i Catalogue of Life.